# Stade Erbajolo
 (avril 2025).
Si vous disposez d'ouvrages ou d'articles de référence ou si vous connaissez des sites web de qualité traitant du thème abordé ici, merci de compléter l'article en donnant les références utiles à sa vérifiabilité et en les liant à la section « Notes et références ».
Le stade Erbajolo est un stade de football situé à Bastia en Corse. D'une capacité de 2 000 places, il accueille actuellement les rencontres à domicile de l'AS Furiani-Agliani.

## Histoire
Le stade est construit en 1920 et accueille depuis la création du club une partie des rencontres du CA Bastia
Il est reconstruit en 2007 pour 2,1 M€ par le CA Bastia qui souhaite revenir dans cette enceinte. La mise en place d'une pelouse synthétique et d'une tribune couverte de 1 300 places constituent la majeure partie des travaux.
En 2011, pour le championnat CFA, le stade se munit d'une nouvelle tribune tubulaire de 700 places, dont une partie réservée au visiteurs, portant la capacité du stade à 2 000 places.
À la suite de l'obtention du titre de champion CFA groupe Sud en 2012, de nouveaux travaux sont engagés par la Communauté d'agglomération de Bastia pour mettre le stade aux normes du championnat National. Des travaux sont engagés pour améliorer l'éclairage et pour installer un panneau de score lumineux. L'aménagement d'une salle pour les contrôles antidopage, d'une infirmerie, d'une tribune de presse, d'un vestiaire pour les délégués sont également réalisés.
Mais le CAB n'en finit plus de réaliser des prouesses est termine troisième du championnat National lors de la saison 2012-2013, qui est synonyme de montée en Ligue 2. Le stade ne peut alors être mis être aux normes par la communauté d'agglomération de Bastia. Le CAB signe alors une convention tripartite avec le SC Bastia actuel locataire du seul stade pouvant accueillir des matchs homologué Ligue 2, le Stade Armand Césari. La Communauté d'agglomération de Bastia créé un cahier des charges et la rédaction d'une convention réunissant la signature des deux clubs.
Le CAB termine vingtième et dernier du championnat et redescend en National, il retourne alors au stade Erbajolo jusqu'en 2017, où il déménage à Borgo en devenant le Football Club Bastia-Borgo.